# Comité national pour la sécurité des usagers de l'électricité
Le Comité national pour la sécurité des usagers de l'électricité, abrégé en Consuel, est une association reconnue d'utilité publique chargée en France du visa obligatoire d'attestations de conformité des installations électriques.
Par extension, c'est le nom communément utilisé pour l'attestation elle-même.

## Statut
Le Consuel est une association à but non lucratif reconnue d'utilité publique, dont les activités ont pour origine l'intention des pouvoirs publics de promouvoir l'élévation de la qualité professionnelle des électriciens. 
Le Consuel possède un conseil d'administration composé de trois collèges représentant les usagers, les distributeurs d'énergie et les installateurs électriciens. Il est également placé sous tutelle de la DGEC (direction générale de l'Énergie et du Climat du ministère de l'Écologie) qui est chargée notamment de fixer le barème des formulaires d'attestation de conformité.

## Mission de visa des formulaires d'attestation de conformité
Selon l'arrêté du 17 octobre 1973, le Consuel est agréé pour viser les formulaires d'attestation de conformité établis et prévus dans le cadre du décret no 72-1120 du 14 décembre 1972 modifié, ainsi qu'aux articles D342-18 à 21 du code de l'énergie.
À ce titre, il convient de préciser que le formulaire d'attestation de conformité est rempli par l'installateur électricien sous sa responsabilité. Lorsque le maître d'ouvrage procède lui-même à l'installation, il lui appartient de l'établir directement.
Le Consuel valide, par le visa qu'il appose sur le formulaire d'attestation de conformité, la véracité de l'engagement de l'installateur électricien qui confirme avoir réalisé son autocontrôle et respecté les normes et règlements en vigueur pour la réalisation de l'installation électrique concernée.
L'installateur électricien remet ensuite au distributeur d'énergie l'attestation de conformité visée par le Consuel pour procéder au raccordement de l'installation électrique au réseau de distribution de l'énergie.

## Formulaires d'attestation de conformité et tarifs
Il existe quatre formulaires d'attestation de conformité à utiliser en fonction du type de l'installation électrique :
- L’attestation jaune correspond à une installation électrique à usage domestique, logements neufs ou rénovés des particuliers.
- L’attestation verte concerne les installations électriques qui ne sont pas à usage domestique, comme les parties communes d’un immeuble, les sites accueillant des travailleurs ou du public.
- L’attestation bleue concerne les installations électriques destinées à produire de l’énergie (sources d’énergies renouvelables comme l’hydro-électrique, le photovoltaïque ou l’éolien) sans la stocker.
- L’attestation violette correspond aux installations qui produisent et stockent l’électricité.

A titre indicatif, les tarifs 2021 vont de 60 à 200 euros pour les particuliers.